# Fiscalité dans l'Union européenne
 (mai 2018).
 (décembre 2023).
Au sein de l'Union européenne, la politique fiscale fait partie des compétences réservées des États membres. Cependant, une harmonisation est en cours, au moins sur les impôts indirects. L'intégration déjà réalisée sur le plan des biens et de la concurrence, en rendant plus flagrants les déséquilibres de fiscalité, montre la nécessité de telles mesures, mais il reste à en fixer les moyens.
Les pays européens en général se caractérisent par une fiscalité élevée. Il existe néanmoins de fortes disparités, notamment en matière d'imposition des sociétés. À titre de comparaison certains pays européens non membres de l'Union européenne seront étudiés par la suite.

## État des lieux des politiques fiscales en Europe

### Impôts directs

#### Impôt sur le revenu
| Pays       | Taux d'imposition (min/max) | Nombre de tranches | Seuil d'imposition        | Impôt sur la fortune (min/max) | Recette nationale & commentaires |
| ---------- | --------------------------- | ------------------ | ------------------------- | --- | --- |
| Allemagne  | 15/45 %                     | 8                  | Env. 7 600 €              | Non, supprimé en 1997 | |
| Autriche   | 21/50 %                     | 5                  | Env. 3 600 €              | Non, supprimé en 1994 | |
| Belgique   | 25/50 %                     | 4                  | 9 270 €                   | Non | Imposition faible sur les revenus du patrimoine, peu importe le revenu de la personne: 30 %, prélevés à la source, des dividendes et des montants d'intérêts perçus (sauf dépôts d'épargne : 15 % au-delà de 1 830 €), et inexistante sur les plus-values (sauf sur titres à revenus fixes détenus au sein d'un fonds dont le compartiment détient plus de 25 % de ce type de titres). L'impôt sur les revenus des personnes physiques (IPP) comporte les tranches suivantes (revenus de 2022): - 0 à 13 870 € : 25 % - 13 870 à 24 480 € : 40 % - 24 480 à 42 370 € : 45 % - plus de 42 370 € : 50 %    |
| Bulgarie   | 10 %                        |                    |                           | | |
| Chypre     | 0/35 %                      | 5                  |                           | | |
| Croatie    | 12/40 %                     | 3                  |                           | | |
| Danemark   | 37/59 %                     | 2                  | Env. 5 300 €              | Non, supprimé en 1996 | 8 % supplémentaires sont prélevés sur le salaire brut avant déduction de l'impôt sur le revenu sous la forme d'une « aide/participation au marché du travail » (trad. libre de « arbejdsmarkedsbidraget »). L'impôt sur le revenu est prélevé à la source, et est constitué en grande partie d'impôts au bénéfice des communes (env. 24 %). |
| Espagne    | 24/52 %                     | 7                  |                           | Non, supprimé en 2008 puis rétabli pour 2011 et 2012 | |
| Estonie    | 20 %                        | 1                  |                           | | Taux unique depuis 1994 et en baisse depuis cette date (26 % en 1994, 24 % en 2005, 23 % en 2006, 22 % en 2007 et 21 % en 2008). |
| Finlande   | 0/31,25 %                   |                    |                           | Non, supprimé en 2006 | |
| France     | 0/45 % du net imposable     | 5                  | 10 226 €                  | Oui et non, l'ISF est supprimé mais remplacé par l'impôt sur la fortune immobilière (IFI) en 2017                                                                               | - moins de 10 226 € : 0 % - 10 226 à 26 070 € : 11 % - 26 071 à 74 545 € : 30 % - 74 546 à 160 336 € : 41 % - plus de 160 336 € : 45 % - Impôt supplémentaire de 3 % si revenu supérieur à 250 000 euros pour un célibataire et 500 000 euros pour un couple, soit 48 %. - Impôt supplémentaire de 4 % si revenu supérieur à 500 000 euros pour un célibataire et 1 000 000 euros pour un couple, soit 49%. |
| Grèce      | 22/45 %                     | 4                  | Pas de seuil d'imposition | Non, supprimé en 2009 | - moins de 20 000 € : 22 % - 20 000 à 30 000 € : 29 % - 31 000 à 40 000 € : 37 % - plus de 40 000 € : 45% |
| Hongrie    | 15 %                        | 1                  |                           | Non, supprimé en 2010 | Taux unique porté de 16 % à 15 % au 1er janvier 2016 |
| Irlande    | 20/40 % Du Brut             | 2                  |                           | Non, supprimé en 1997 | Calculé sur le salaire brut avant déduction des cotisations sociales. (10 % en plus) Pour une personne seule: - 20 % de 0 à 34 550 € - 40 % au delà. |
| Italie     | 23/45 %                     | 5                  |                           | Oui et non, supprimé en tant que tel en 1992 mais remplacé en partie par un impôt sur les biens immobiliers, à l'exception de la résidence principale et des terrains agricoles | |
| Lettonie   | 23 %                        | 1                  |                           | | Taux unique |
| Lituanie   | 15 %                        | 1                  |                           | | 20 % sur les dividendes |
| Luxembourg | 8/40 %                      | 17                 | 11 275 €                  | Non, supprimé en 2006 | Fiscalité intéressante des plateformes financières. À l’exception des SIF, elles bénéficient des conventions préventives de double imposition. Le taux d'imposition des personnes physiques est très progressif, avec plus de 20 tranches. En 2017, il y avait notamment - la tranche sous 11.265€ est exonérée. - de 11.265€ à 13.137€, le taux d'imposition est de 8% - de 20.625€ à 22.569€, le taux d'imposition est de 14% - de 38.121€ à 40.065€, le taux d'imposition est de 32% - de 150.000€ à 200.004€, le taux d'imposition est de 41% - au delà de 200.004€, le taux d'imposition est de 42% |
| Malte      | 0/35 %                      | 4                  |                           | Non | Les différents seuils d'imposition varient en fonction que la personne est mariée ou célibataire |
| Pays-Bas   | 1/52 %                      | 4                  |                           | Oui et non, supprimé en tant que tel en 2001 mais remplacé en partie sous la forme d'un impôt sur les revenus du capital                                                        | - Pays d'imposition élevée sur le revenu - Les transmissions de patrimoine entre générations sont taxées par un impôt successoral important - Le pays dispose de conventions intéressantes : ??? |
| Pologne    | 18/32 %                     | 2                  |                           | | |
| Portugal   | 12/40 %                     | 6                  |                           | Non | |
| Tchéquie   | 15 %                        | 1                  | 15.000 CZK                | | |
| Roumanie   | 10 %                        | 1                  |                           | Non | Taux unique porté de 16 % à 10 % en 2018 |
| Slovaquie  | 19 %                        | 1                  |                           | | |
| Slovénie   | 16/41 %                     | 3                  |                           | | |
| Suède      | 29/59 %                     | 3                  |                           | Non, supprimé en 2007 | |

| Pays              | Taux d'imposition (min/max)                                       | Nombre de tranches | Seuil d'imposition | Impôt sur la fortune (min/max)       | Recette nationale & commentaires |
| ----------------- | ----------------------------------------------------------------- | ------------------ | ------------------ | ------------------------------------ | -------------------------------- |
| Liechtenstein     | 10 %                                                              | 1                  |                    | Oui, taux de 0,07 %                  | Taux unique depuis 2007          |
| Macédoine du Nord | 10 %                                                              | 1                  |                    |                                      | Taux unique depuis 2007          |
| Norvège           | De 30 % à 60 %                                                    |                    |                    | Oui, taux compris entre 0,9 et 1,1 % |                                  |
| Royaume-Uni       | 10/45 %                                                           | 3                  | 11.000 GBP         | Non                                  | 155 milliards GBP en 2013/14     |
| Russie            | 13 %                                                              | 1                  |                    |                                      |                                  |
| Suisse            | max : 22,4 à 42,3 % suivant les cantons (0/11,5 % fédéral inclus) | 12 ou plus         | 13 600 CHF         | Oui, selon les cantons (max 4,5 ‰)   |                                  |

#### Impôt sur les sociétés
Une étude complète sur les taux de taxation effectifs pratiqués par les pays membres de l'Union européenne a été publiée par la Commission européenne en 2013. Voici l'état des lieux au 13 janvier 2014 concernant les États membres.
| Pays               | Taux d'imposition normal                                                              | Taux spéciaux | Déductions |
| ------------------ | ------------------------------------------------------------------------------------- | --- | --- |
| Allemagne          | 30,2 % dont 15,8 % prélevés par l’état et 14,4 % prélevés par les Länder              | | |
| Autriche           | 25 %                                                                                  | | |
| Belgique           | 25 %                                                                                  | | Déductions pour investissements productifs. |
| Bulgarie           | 10 %                                                                                  | | |
| Chypre             | 12,5 %                                                                                | | |
| Croatie            | 20 %                                                                                  | | |
| Danemark           | 22 %                                                                                  | | |
| Espagne            | 30 %                                                                                  | De 25 à 35 % en fonction du bénéfice, 15 % à une société à CEUTA, 4 % aux ILES CANARIES | Pour les frais de R&D, la création de succursales, la formation professionnelle. Avantages pour les PME. |
| Estonie            | 20 %                                                                                  | 28 % pour les plus-values | En Estonie, il n'y a pas d'impôt sur les sociétés mais tous les profits distribués sont taxés à 20/80 % (14/86 %) |
| Finlande           | 26 %                                                                                  | 28 % pour les plus-values | |
| France             | 26 % / 27,5% Pour les exercices comptables ouverts à compter du 1er janvier 2022, 25% | Taux réduit 15 % jusqu'à 38 120 € de bénéfice puis 28 % (progressivement ramené à 25 % en 2022) jusqu'à 500 000 € de bénéfice, pour les entreprises dont le CA < 7 630 000 € et le capital entièrement versé par les associés et détenu pour 75 % au moins par des personnes physiques (ou par une autre société répondant aux mêmes conditions). Au delà de 2 500 000 € le taux est de 27,5 %. Contribution sociale supplémentaire de 3,3 % si le CA > 7 630 000 €, la base étant constituée par l'impôt sur les sociétés, avec un abattement de 763 000 € sur la base. | Exonération totale pour les SIIC (Société d'Investissement Immobilier Cotée). Exonérations dégressives possibles pour les nouvelles entreprises et dans les zones franches, crédits d'impôt notamment en faveur de la recherche. |
| Grèce              | 23 %                                                                                  | | |
| Hongrie            | 19 %                                                                                  | 10 % si résultat fiscal inférieur à 500 millions de forints | |
| Irlande            | 12,5 %                                                                                | 10 et 25 % | Exonération des revenus de brevets (Patent Box) |
| Italie             | 27,5 %                                                                                | | |
| Lettonie           | 15 %                                                                                  | | |
| Lituanie           | 15 %                                                                                  | | |
| Luxembourg         | Entre 27,75 % et 30 % dont 20 % est prélevé par l'État et le reste par la commune     | | Exonération des dividendes reçu et versés en application de la directive européenne mère-fille (détention de 10 % minimum dans une participation pendant une période de minimum 1 an).                                           |
| Malte              | 35 %                                                                                  | 5 % en cas de distribution de dividendes aux non résidents | 0 % pour les profits hors malte |
| Pays-Bas           | de 20 % à 25 % en fonction du profit                                                  | | Pour certains investissements. Grand concurrent du Luxembourg dans le domaine des holdings financier. |
| Pologne            | 19 %                                                                                  | | |
| Portugal           | 23 %                                                                                  | | |
| République tchèque | 19 %                                                                                  | | |
| Roumanie           | 16 %                                                                                  | | |
| Slovaquie          | 23 %                                                                                  | | |
| Slovénie           | 17 %                                                                                  | | |
| Suède              | 22 %                                                                                  | | |

| Pays              | Taux d'imposition normal                                                                                              | Taux spéciaux                                                                                 | Déductions |
| ----------------- | --- | --------------------------------------------------------------------------------------------- | --- |
| Albanie           | 15 % |                                                                                               | |
| Biélorussie       | 18 % |                                                                                               | |
| Islande           | 20 % |                                                                                               | |
| Macédoine du Nord | 10 % pour les entreprises locales et 18 % pour les entreprises étrangères, selon le bénéfice                          |                                                                                               | Les profits réinvestis sont exonérés, les entreprises du secteur technologique sont exemptées pendant 10 ans, et ont une déduction de 50 % sur le bénéfice pendant 5 ans. |
| Moldavie          | 12 % |                                                                                               | |
| Monténégro        | 9 % |                                                                                               | |
| Norvège           | 28 % |                                                                                               | |
| Royaume-Uni       | 22 % | 20 % pour les petites entreprises. Régime fiscal particulier à Jersey, Guernesey et Gibraltar | Taux réduit sur les revenus de brevets (Patent Box) |
| Serbie            | 15 % |                                                                                               | |
| Suisse            | 32 % dont 8,5 % d'impôt fédéral et 23,5 % d'impôt cantonal (calcul en dedans = 24,2 % effectif). <15 % selon cantons. |                                                                                               | Pour les versements à des institutions de prévoyance en faveur du personnel ou à des organismes d'utilité publique.                                                       |
| Turquie           | 20 % |                                                                                               | |

D'autres impôts sont parfois perçus sur les sociétés :
- la taxe professionnelle : en Allemagne (de 12 à 20 % sur les bénéfices - déjà inclus dans le taux d'imposition normal), en France (remplacée en 2010 par la contribution économique territoriale), en Italie (de 15 à 30 % selon les régions) et en Suisse (prélevée au niveau communal)
- la taxe communale : en Autriche (de 3 % sur le montant des salaires), au Luxembourg (de 6 à 10,5 % selon les communes - déjà inclus dans le taux d'imposition normal) et en Suisse.
- l'impôt sur la fortune, au Luxembourg, est de 0,5 % (minimum 25 EUR pour des S.à r.l et 61 EUR pour des S.A.), calculé sur l'actif net réévalué au 1er janvier.
- la taxe régionale : en Italie existe un impôt régional sur l'activité productive de 4,25 %
- des cotisations sociales : en Autriche, une cotisation aux allocations familiales est prélevée (3 % sur le montant des salaires), en France existe une Contribution sociale de solidarité des sociétés (0,13 % du chiffre d'affaires), semblable à la Contribution sociale généralisée prélevée en Italie (0,13 % du chiffre d'affaires également)
- un impôt sur la propriété commerciale est prélevé au Royaume-Uni
- des droits de timbres sur la création de sociétés sont prélevés en Suisse

### Impôts indirects
Dans l'Union européenne, la fiscalité est régie par les articles 110 (ex-90) à 113 (ex-93) du traité sur le fonctionnement de l'Union européenne (TFUE) interdisant toute discrimination, l'article 111 (ex-91) limitant les crédits d'impôt à l'exportation par exemple.
Enfin, la fiscalité doit respecter les libertés de circulation des travailleurs, d'établissement de prestation de services et de mouvement des capitaux : à égalité de situation, les discriminations fiscales sont interdites.

#### Droits d'accises
248 milliards d'euros ont été levés en 1997 via les droits d'accise[réf. nécessaire].

#### Taxe sur la valeur ajoutée (TVA)
| Pays               | Taux zéro | Taux super réduit | Taux réduit | Taux normal | Taux parking |
| ------------------ | --- | --- | --- | ----------- | ------------ |
| Allemagne          | | | 7 % : produits agricoles, distribution d'eau, livres, journaux, objets d'art, transports en commun, matériel médical, activités culturelles | 19 %        |              |
| Autriche           | Transports transfrontaliers, exports hors UE | | 10 % : produits alimentaires, livres, journaux, objets d'art, énergie, transport de passager | 20 %        | 12 %         |
| Belgique           | Journaux, matériaux et produits de récupération | | 12 % : phytopharmacie, margarine, pneus à usage agricole, charbon / 6 % : produits alimentaires, œuvres d'art, services agricoles, travaux de réhabilitation de logements privés | 21 %        | 12 %         |
| Bulgarie           | | | 9 % : hôtels | 20 %        |              |
| Chypre             | | | 9 % : certains services de tourisme / 5 % : livres, journaux, gaz, alimentation, médicaments et offre de nouveaux logements | 19 %        |              |
| Croatie            | | | 13 % : journaux, services d'hébergement | 25 %        |              |
| Danemark           | Journaux | | | 25 %        |              |
| Espagne            | | 4 % : produits alimentaires, médicaments, matériel pour handicapés, livres et journaux...                                    | 10 % : produits alimentaires, nettoyage public, spectacles, radio, télévision, eau, habitations, fleurs et plantes, coiffure, foires et expositions, transport de voyageurs, hôtellerie...                                                                                           | 21 %        |              |
| Estonie            | | | 9 % | 20 %        |              |
| Finlande           | | | 14 % : produits alimentaires / 10 % : médicaments, transport de passagers, livres | 24 %        |              |
| France             | | 2,1 % : médicaments remboursables, journaux, billetterie de certains spectacles, redevance de télévision                     | 10 % : transports de voyageurs, produits agricoles non transformés, bois de chauffage, travaux de rénovation, médicaments non remboursables / 5,5 % : alimentation, livres, travaux de rénovation énergétique, abonnement de gaz et d'électricité, repas dans les cantines scolaires | 20 %        |              |
| Grèce              | | | 13 % : produits alimentaires, médicaments, transport de passagers restauration / 6,5 % : livres, théâtres... | 24 %        |              |
| Hongrie            | | | 18 % : produits alimentaires, hôtels... / 5 % : médicaments, livres, journaux... | 27 %        |              |
| Irlande            | Vêtements pour enfants, produits alimentaires de base, médicaments, semences... | 4,8 % : produits alimentaires                                                                                                | 13,5 % : restauration, services culturels, télévision payante, hôtellerie, chauffage, électricité… / 9 % | 23 %        | 13,5 %       |
| Italie             | Livraison de terrains non susceptibles d'être bâtis | 4 % : produits agricoles, produits de première nécessité, livres, journaux, résidence principale, redevance de télévision... | 10 % : prestations hôtelières, restauration, certains produits alimentaires | 22 %        |              |
| Lettonie           | Services éducatifs, culturels, jeux de hasard, services bancaires et d'assurance | | 12 % : eau, produits alimentaires, produits médicaux, livres, journaux, hôtels | 21 %        |              |
| Lituanie           | Certaines activités d'organisations non lucratives | | 9 % : certaines constructions / 5 % : médicaments, livres, évènements culturels ou sportifs | 21 %        |              |
| Luxembourg         | | 3 % : médicaments, livres, vêtements pour enfants, nourriture                                                                | 12 % : combustible, vin, imprimés publicitaires, garde et gestion de titres / 6 % : gaz liquéfié, électricité | 16 %        | 12 %         |
| Malte              | Produits alimentaires, eau, semences, médicaments... | | 5 % : produits alimentaires, médicaments / 7 % | 18 %        |              |
| Pays-Bas           | | | 6 % : alimentation, prothèses, médicaments, art, transport de passagers, livres, journaux, réparation de vêtements et de chaussures, coiffure... | 21 %        |              |
| Pologne            | | | 8 % : eau, médicaments, livres, hôtels... / 5 % : produits alimentaires non transformés | 23 %        |              |
| Portugal           | | | 13 % : restauration, produits alimentaires transformés ; 6 % : produits alimentaires, services touristiques, médicaments, livres et journaux, eau, électricité... | 23 %        | 13 %         |
| République tchèque | | | 15 % : produits alimentaires, livres, certains produits de santé... | 21 %        |              |
| Roumanie           | | | 9 % : médicaments, livres, journaux, hôtels, cinéma, musées, zoos... / 5 % : matériaux de construction | 19 %        |              |
| Royaume-Uni        | Nourriture, vêtements pour enfants, semences, éducation, terrains, assurance, services postaux, pompes funèbres, loterie, livres, journaux, or, transports, maisons d'habitation, déchets, médicaments, billets de banque... | | 5 % : gaz et électricité, restauration d"édifices religieux | 20 %        |              |
| Slovaquie          | | | 10 % : médicaments | 20 %        |              |
| Slovénie           | | | 9,5 % : eau, denrées alimentaires, médicaments, hôtels, livres, journaux... | 22 %        |              |
| Suède              | | | 12 % : produits alimentaires, hôtels, campings, importation d'œuvres d'art... / 6 % : journaux, transport de personnes, évènements culturels... | 25 %        |              |

| Pays              | Taux zéro | Taux réduit | Taux normal |
| ----------------- | --- | --- | ----------- |
| Albanie           | Médicaments | | 20 %        |
| Biélorussie       | Services liés à l'éducation | 10 % : certains produits alimentaires, réparations, coiffure, blanchisserie...                                                                               | 20 %        |
| Macédoine du Nord | Biens exportés, construction, services financiers, assurances, santé et éducation                                                                  | 5 % : informatique, produits alimentaires, eau, presse, équipement industriel, transports publics.                                                           | 18 %        |
| Monténégro        | | 7 % : produits alimentaires de base, médicaments, livres, presse quotidienne...                                                                              | 19 %        |
| Norvège           | | 14 % : produits alimentaires / 8 % : transport de passagers, hôtels, cinéma...                                                                               | 25 %        |
| Serbie            | | 10 % : alimentation de base, journaux, services communaux | 20 %        |
| Suisse            | Santé, éducation, culture, assurances, majorité des services bancaires, loteries, location durable, transport aérien, transport de marchandises... | 2,6 % : eau, produits alimentaires et boissons, semences, médicaments, livres et journaux, radio et télévision, protection des plantes / 3,8 % : hébergement | 8.1 %       |
| Ukraine           | Manuels pour étudiants, médicaments... | | 17 %        |

## Concurrence fiscale
L'adhésion au marché unique et à l'Union économique et monétaire augmente la concurrence fiscale, la fiscalité restant un des seuls instruments aux mains des États, qui établissent leur taux d'imposition en fonction de celui des voisins.

### Petits pays favorisés
Ce taux est souvent plus bas dans les petits pays. En effet, pour une même diminution du taux d'imposition, les capitaux attirés sont plus importants en valeur relative pour un petit pays. En outre, les petits pays ont moins de besoins: par exemple en ne prétendant pas au statut de grande puissance.

### Effets de la concurrence
Les effets de cette concurrence sont déjà visibles. L'impôt sur la fortune tend à chuter ou à être supprimé dans la plupart des pays européens. L'impôt sur les sociétés a eu tendance à diminuer et la TVA à augmenter. Celle-ci taxe en effet autant les biens importés que ceux produits localement, alors que la baisse de l'impôt sur les sociétés favorise la production locale. Mais ces tendances ne sont pas régulières : ainsi en France, l'impôt sur les sociétés a parfois remonté (contribution additionnelle en 1995 par exemple) alors que les taux de TVA de certains services locaux ont été réduits (travaux sur bâtiments anciens, restauration).
La chute des recettes fiscales pose la question du financement des biens publics et des dépenses publiques en général, ainsi que, en corollaire, la question de l'efficience de ces dites dépenses. La concurrence fiscale a par contre l'avantage de freiner l'appétit des États et d'inciter à considérer avec attention les dépenses publiques, tant dans leurs montants que dans leurs allocations.

## Harmonisation
Les décisions en matière fiscale se prennent à l'unanimité au niveau du Conseil des ministres, d'où les faibles avancées en la matière. La question est de savoir si cette harmonisation se fera par le haut ou par un processus de concurrence, et de savoir si une harmonisation est véritablement souhaitable, chaque état ayant des spécificités propres, tant culturelles qu'économiques.

### Fiscalité directe

#### Impôt sur les sociétés
L'impôt sur les sociétés demeure une compétence nationale exercée par chaque État membre de l'Union européenne, encourageant la concurrence entre états, spécialement quand il s'agit d'attirer des investissements étrangers.
Les taux nominaux en vigueur sont très variés, d'un État membre à l'autre, de 10 % (Bulgarie) à 37,1 % pour la France (cf : étude TAXUD/2008/CC/099 rapport final).
Pour le transfert des dividendes d'une société fille vers sa société mère, une directive européenne de 1990 a pour but d'éliminer les obstacles fiscaux à la distribution de dividendes à l'intérieur des groupes de société dans l'Union. Cette directive est communément appelée directive mère-fille. Le conseil a élargi son champ d'application en 2003.
Plusieurs autres directives ont néanmoins un impact direct ou indirect sur la matière, comme, la directive fusions.
Le code de conduite sur les pratiques fiscales dommageables créé en 1998 n'est pas directement contraignant pour les États-membres, mais constitue un instrument politique et symbolique important, cependant controversé.
L'OCDE publie le 12 février 2013 un rapport qui recommande aux autorités européennes de développer un plan d´action, afin s´attaquer de manière détaillée à l´érosion de la base d´imposition et du transfert de bénéfices des entreprises.

### Fiscalité indirecte

#### TVA
D'origine française, cet impôt a été élargi en 1960 à tous les États membres par les directives TVA 1 et 2. Une assiette commune a été fixée. En 1988, la Commission a proposé la mise en œuvre du principe de taxation à l'origine. En 1996, un nouveau système a été proposé par la Commission.

## Compléments